# Emily Robins
Emily Robins là ca sĩ, diễn viên người New Zealand nổi tiếng qua serie phim Nàng công chúa bí ẩn và các bài hát trong phim. Cha mẹ cô là Danny Robins và Jade Robins.
Gần đầy, cô tham gia đóng vai Alexandra Wilson trong bộ phim truyền hình Úc dành cho trẻ em "Công chúa Voi".